# Horace Barlow
Horace Basil Barlow (8 décembre 1921 - 5 juillet 2020) est un scientifique britannique de la vision.

## Biographie
Barlow est le fils du fonctionnaire Sir Alan Barlow et de sa femme Lady Nora (petite-fille du naturaliste Charles Darwin) ,.
Il fait ses études au Winchester College et obtient un doctorat en médecine à l'Université de Harvard en 1946,
Barlow est décédé le 5 juillet 2020, à l'âge de 98 ans .

## Recherches
En 1953, Barlow découvre que le cerveau de la grenouille a des neurones qui s'activent en réponse à des stimuli visuels spécifiques. C'est un précurseur des travaux de Hubel et Wiesel sur les champs récepteurs visuels dans le cortex visuel. Il étudie longuement l'inhibition visuelle, le processus par lequel un neurone qui s'active en réponse à un groupe de cellules rétiniennes peut inhiber l'activation d'un autre neurone ; ceci permet la perception d'un contraste relatif.
En 1961, Barlow écrit un article fondateur dans lequel il demande quels sont les objectifs informationnels du système visuel. Il conclut que l'un des principaux objectifs du traitement visuel est la réduction de la redondance, qui est étendue à l' hypothèse de codage efficace . Alors que les luminosités des points voisins dans les images sont généralement très similaires, la rétine réduit cette redondance. Son travail est donc central dans le domaine des statistiques de scènes naturelles qui relient les statistiques d'images de scènes du monde réel aux propriétés du système nerveux.
Barlow travaille également dans le domaine des codes factoriels. L'objectif est d'encoder des images avec des composants ou des pixels statistiquement redondants de sorte que les composants du code soient statistiquement indépendants. De tels codes sont difficiles à trouver mais très utiles à des fins telles que la classification d'images.
Barlow est membre du Trinity College de l'Université de Cambridge. Il est élu membre de la Royal Society en 1969 et reçoit leur médaille royale en 1993 . Il reçoit le prix australien 1993 (avec Peter Bishop et Vernon Mountcastle) pour ses recherches sur les mécanismes de la perception visuelle, et le prix Swartz 2009 pour les neurosciences théoriques et computationnelles  de la Society for Neuroscience. Il reçoit le premier prix Ken Nakayama de la Vision Sciences Society en 2016 .

## Famille
Barlow est marié deux fois et a sept enfants. En 1954, il épouse Ruthala Salaman, fille de MH Salaman. Ils ont quatre filles : Rebecca, Natasha, Naomi et Emily. Ils divorcent en 1970. En 1980, il épouse Miranda, fille de John Weston-Smith. Ils ont un fils, Oscar, et deux filles, Ida et Pepita. Barlow est l'arrière-petit-fils de Charles Darwin et fait donc partie de la Famille Darwin-Wedgwood.

## Publications
- HB Barlow. Principes possibles sous-jacents à la transformation des messages sensoriels. Communication sensorielle, p. 217–234, 1961
- HB Barlow. Unités simples et sensation : une doctrine neuronale pour la psychologie perceptive ? Perception 1(4) 371 – 394, 1972
- HB Barlow, TP Kaushal et GJ Mitchison. Trouver des codes d'entropie minimum. Calcul neuronal, 1:412-423, 1989.